# Estola hispida
Estola hispida är en skalbaggsart som beskrevs av Auguste Lameere 1893. Estola hispida ingår i släktet Estola och familjen långhorningar.
Artens utbredningsområde är Venezuela. Inga underarter finns listade i Catalogue of Life.